# NEWSIC
NEWSIC（ニュージック）は、CROSS FMで放送されているワイド番組である。ナビゲーターは信川竜太。
ベイサイドプレイス博多 ゾンクホテルスタジオからの生放送。

## 概要
CROSS FMでNOBUKAWA SPORTSを長年担当していた信川竜太が朝のワイド番組を担当する。番組のコンセプトは『朝の新しいスタンダード。good music & news for your morning.』である。また、バラエティ色の強かった前の番組である電波活力戦隊 デンカツジャーと比較すると、落ち着いたトーンとなっている。
この番組の開始に伴い、2008年9月に終了したKYUSHU,MORNING PRESS以来、9年ぶりに6時台に放送開始される平日ワイド番組枠が復活した。
2021年4月からはCHEER UP! FRIDAYの放送開始に伴い、金曜日の放送が終了。月-木曜の週4日の放送となる。

## 放送時間
いずれもJST。
- 毎週月 - 木曜日 6:30 - 9:00（2021年4月 - ）

過去
- 毎週月 - 金曜日 6:30 - 9:00（2017年10月2日 - 2021年3月）

## ナビゲーター
- 信川竜太

代打ナビゲーター
- honey
- 米谷奈津子（2019年3月まで）
- MASAKI
- 八木徹（2025年3月まで）
- コウズマユウタ

## 主なコーナー
NEWS & WEATHER （6:34 - 、8:20 - ）

SPORTS & WEATHER （6:45 - ）

ノブスポ！！ （7:20 - ）
- 信川が前月まで担当していたNOBUKAWA SPORTSを冠したスポーツ情報コーナー。過去に放送されていたMorning gate、デンカツジャーと異なり、野球以外のスポーツも取り上げる。

FLEX NEWS  （7:37 - ）
- 海外のニュースや話題、こぼれ話を紹介する。

T.T.O.T. （7:45 - ）
- 今日押さえておきたいトレンド、旬のトピックスを紹介するコーナー。

信川流 （8:10 - ）
- 信川がピックアップした話題を紹介するコーナー。
  - Jリーグのシーズン中の月曜は福岡県近郊のクラブの試合結果を取り上げる。